# Синдесмологія
Артрологія, синдесмологія, артросиндесмологія — вчення про з'єднання кісток. 
У вужчому значенні артрологія — вчення про суглоби, а синдесмологія чи десмологія — вчення про зв'я́зки кісток.